# The Seven-Per-Cent Solution
The Seven-Per-Cent Solution é uma coprodução cinematográfica anglo/norte-americana de 1976, do gênero aventura, dirigido por Herbert Ross e estrelado por Alan Arkin e Vanessa Redgrave.